# Karl Friedrich Lippmann
Karl Friedrich Lippmann (27 de octubre de 1883 - † 30 de mayo de 1957) fue un pintor alemán y conocido por los paisajes y retratos.

## Vida y obra
Karl Friedrich nació en Offenbach am Main el 27 de octubre de 1883, hijo del acomodado empresario industrial judío Johannes Lippmann (* 1858; † 1933).
Después del Abitur, Karl se inscribió en la Academia de Bellas Artes de Offenbach am Main, en 1903 se trasladó a Múnich, donde asistió a las lecciones de Anton Ažbe.
- Datos: Q1731087